# Paraonides lyra
Paraonides lyra är en ringmaskart. Paraonides lyra ingår i släktet Paraonides och familjen Paraonidae. Inga underarter finns listade i Catalogue of Life.